# Eiterstraum Station
Eiterstraum Station (Eiterstraum stoppested) er en tidligere jernbanestation på Nordlandsbanen, der ligger i Vefsn kommune i Norge. Stationen ligger lige ved elven Vefsna
Stationen åbnede som holdeplads 5. juli 1940, da banen blev forlænget fra Grong til Mosjøen. Den blev nedgraderet til trinbræt 1. august 1958. Betjeningen med persontog blev indstillet 1. januar 1989, og 28. maj 1989 blev stationen nedlagt. Den blev imidlertid genoprettet som krydsningsspor 6. maj 2011.
Stationsbygningen blev opført i 1928 efter tegninger af Gudmund Hoel og Bjarne Friis Baastad. Den var oprindeligt en toetages banevogterbolig i træ i laftekonstruktion, der senere blev udvidet med en enetages tilbygning med ventesal og ekspedition. Hoel og Baastad stod desuden for en toiletbygning i bindingsværk.